# Dominic Panganiban
Dominic Panganiban (* 27. September 1990 in Manila, Philippinen) ist ein philippinisch-kanadischer YouTuber und Animator, der vor allem unter seinem Pseudonym und YouTube-Kanal Domics bekannt ist.
Auf seinem Kanal zeigt er meist animierte Videos, in denen er Geschichten aus seinem Alltag erzählt und seine Gedanken zu diversen Themen schildert. Aktuell (Stand: September 2018) zählt sein Kanal über 750 Millionen Videoaufrufe und etwa 6 Millionen Abonnenten, wodurch er Platz 652 der meistabonnierten YouTube-Kanäle weltweit innehält. Seine Videos wurden bereits von mehreren englischsprachigen Websites verwendet, darunter NewNowNext, Malay Mail Online und CBS News. Im November 2014 trat er dem YouTube-Netzwerk Channel Frederator Network bei, nachdem er bereits davor für ein ähnliches Netzwerk names Fullscreen tätig war. Dominic Panganiban zeichnete ursprünglich Webcomics, woher er auch sein Pseudonym „Domics“ hat, ein Kofferwort aus „Dominic“ und „Comics“. Diese Arbeit gab er jedoch auf, um sich seinem YouTube-Kanal zu widmen.